# Сизиф К.
Сизиф К. је српски филм из 2015. године у режији и по сценарију Филипа Гајића.
Ово је први играни филм о Сизифу, а радни назив филма је био Мит о Сизифу. 
Филм је своју премијеру имао 4. децембра 2015. године на Фестивалу ауторског филма у Београду.

## Радња
Сизиф Кадмовски је пастир који живи на обали реке, усамљеник који упада у замку богова, супротставља се свемоћном Зевсу и навлачи на себе његов бес. Освета богова чини се једноставном-послаће Смрт по Сизифа, али Сизиф савлада Смрт, воли је и препушта јој се, што доводи до неочекиваних догађаја.
Редитељ из Београда опсесивно покушава да сними филм о Сизифу, урања у судбину свог главног лика, док се бори да спаси свој брак на даљину са глумицом из Загреба, дајући јој улогу Сизифове вољене Смрти.
Стварност и фикција се сударају, преплићу, паралелни светови се додирују. Хероји више не постоје. Активни Сизиф антике постаје пасивни Јозеф К. данашњице.

## Улоге
| Глумац             | Улога   |
| ------------------ | ------- |
| Бојан Димитријевић | Сизиф   |
| Луција Шербеџија   | Смрт    |
| Горан Јевтић       |         |
| Хана Селимовић     |         |
| Марија Пикић       | Танатос |
| Рамбо Амадеус      |         |
| Саша Кузмановић    |         |
| Милена Јакшић      |         |
| Бранко Видаковић   |         |
| Филип Гајић        | Редитељ |